# Розробляємо ціннісні пропозиції
Розробляємо ціннісні пропозиції. Як створити продукти та послуги, яких хочуть клієнти (англ. Value Proposition Design: How to Create Products and Services Customers Want) — книжка авторів бестселера «Створюємо бізнес-модель» — Ів Піньє та Александера Остервальдера, а також Алана Сміта, Тріша Пападакоса, Ґреґа Бернарда. Перша публікація книги датується 10 лютого 2015 року. В 2018 перекладена українською мовою видавництвом «Наш формат».

## Огляд книги
Як розробляти ціннісні пропозиції, від яких не відмовиться жоден клієнт?
Книжка допоможе вам впоратись з викликами бізнесу — створити саме такий продукт та послуги, які хоче отримати покупець. Цей практичний посібник навчить читача необхідним процесам та інструментам.
В книзі-[сіквел]і міжнародного бестселера «Створюємо бізнес-модель» йдеться про те, як розробити, випробувати, створити та тримати контроль за продуктами та послугами, в пошуках яких перебуває кінцевий споживач. Це технологія Business Model Canvas, якою користуються великі підприємства та корпорації такі як MasterCard, 3M, Coca Cola, GE, Fujitsu, LEGO, Colgate-Palmolive та ін.  [Архівовано 28 листопада 2018 у Wayback Machine.]
Практичні вправи, ілюстрації, завдання допоможуть вам невідкладно застосувати інструменти в щоденній діяльності.
Книжка дарує вам:
- перевірену методологію успішної, ефективної та прибуткової бізнес-моделі.
- моделі ціннісних пропозицій;
- шляхи наближення до клієнтів;
- способи ефективного застосування навичок своєї команди;
- методи як не витрачати час на невдалі ідеї.

Книжка призначена для тих, хто спостерігав моменти розірвання угод щодо запуску нового товару через сутички та невпевненість в проекті, хто був свідком запуску нового дорогого продукту, який зазнає повного краху, хто одержимий ідеєю втілення очікувань клієнта.

## Переклад українською
- Ів Піньє, Алан Сміт, Александер Остервальдер, Тріш Пападакос, Ґреґ Бернарда. Розробляємо ціннісні пропозиції. Як створити продукти та послуги, яких хочуть клієнти / пер. Роман Корнута. К.: Наш Формат, 2018. — 324 с. — ISBN 978-617-7388-69-1